# 1903

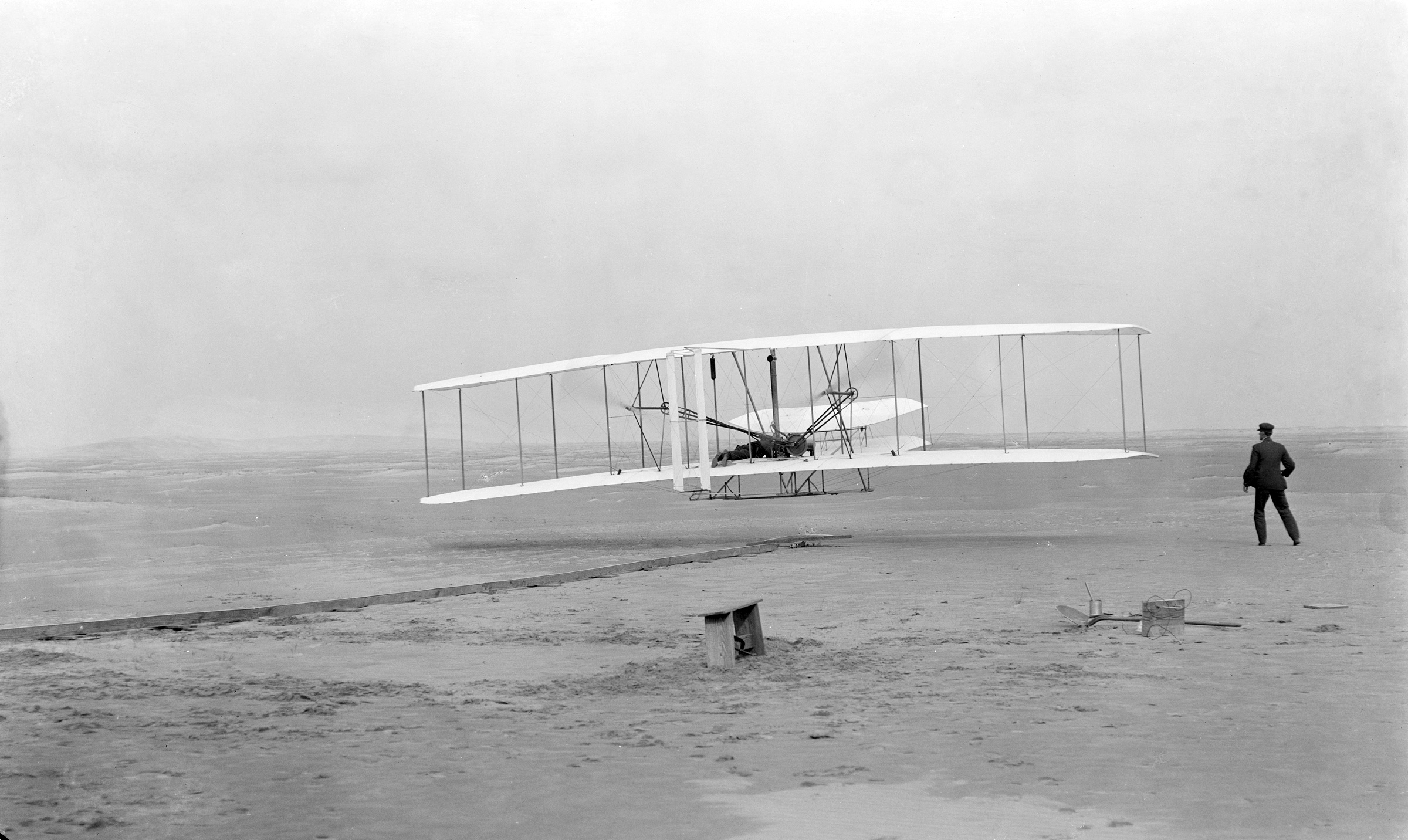
L'aereo con cui i fratelli Wright compirono il primo volo

Il 1903 (MCMIII in numeri romani) è un anno  del XX secolo.

## Musica
- 27 dicembre: Giacomo Puccini termina la stesura di Madama Butterfly.
- Max Reger compone i Zehn Stücke op. 69, le Variationen und Fuge über ein Originalthema fis-Moll op. 73 e la Schule des Triospiels per organo. Lo stesso anno compone il Gesang der Verklärten (Busse) op. 71 per Coro.
- Richard Strauss compone il Poema sinfonico "Symphonia Domestica" op.53.
- Gustav Mahler termina la composizione della Sinfonia n. 5 e inizia quella della Sinfonia n. 6.
- Hans Pfitzner termina il suo secondo Quartetto per archi op. 13 in Re maggiore.
- Arnold Schönberg compone il poema sinfonico Pelleas und Melisande, il Lied Deinem Blick mich zu bequemen su testo di W. Goethe e inizia gli Otto Lieder op. 6.

## Eventi
- Mariano Fortuny realizza la Lampada Fortuny.
- Aurelio Covotti vince il premio dell'Accademia dei Lincei.
- L'Italia mette al bando la schiavitù in Somalia.
- 23 marzo – Stati Uniti: i fratelli Wright presentano il brevetto (US821393, poi GB6732/1904) per un velivolo a motore.
- 19 aprile – Galatina (Lecce): in seguito ad una rivolta dei contadini, i carabinieri, intervenuti per sedare la sommossa, sparano ai rivoltosi lasciando sul suolo 2 morti e 30 feriti. I caduti sono Angelo Gorgone e Lisi Oronzo detto "Penna". Questa è da ritenere la prima rivolta contro i latifondisti dell'epoca e fu contagiosa per tutto il Salento: nel 1906, infatti, fu concordato il primo contratto di lavoro dei braccianti agricoli che prevedeva 12 ore di lavoro, compresa in esse un'ora e mezza di pausa, una paga settimanale pari a lire 1,5 giornaliera per gli uomini e 0,50 per le donne.
- 23 aprile a Madrid, durante il 14º Congresso Medico Internazionale, Ivan Pavlov legge "The Experimental Psychology and Psychopathology of Animals" in cui descrive il suo lavoro sul riflesso condizionato negli animali.
- 11 giugno: rivolta militare in Serbia e uccisione del re Alessandro I e dei suoi familiari. La dinastia degli Obrenović è sostituita da quella dei Karađorđević.
- 16 giugno – Stati Uniti: nasce la bibita Pepsi Cola.
- 1º luglio – 19 luglio: si corre la prima edizione del Tour de France, vinta da Maurice Garin.
- 4 agosto: viene eletto papa il cardinale Giuseppe Melchiorre Sarto, già Patriarca di Venezia, il quale assume il nome di Pio X.
- 10 agosto: un disastroso incendio causa la morte di 84 persone nella stazione di Couronnes della metropolitana di Parigi.
- 28 agosto: viene fondata a Milwaukee la Harley-Davidson, una delle case motociclistiche più famose al mondo.
- 28 settembre: viene inaugurata la ferrovia elettrica, parzialmente a cremagliera, Pugliano-San Vito-Eremo-Vesuvio.
- ottobre: fondazione dell'Hellas Verona
- 1º ottobre: il professor Daniele Rivoire comincia a stampare a Pinerolo La Vedetta di Sion e l'Araldo della presenza di Cristo.
- 3 novembre: il presidente statunitense Theodore Roosevelt invia la nave da guerra Nashville a Panama, viene dichiarata l'indipendenza dello Stato di Panama dalla Colombia.
- 17 novembre: nel congresso di Copenaghen, il Partito Operaio Socialdemocratico Russo si spacca in due tronconi: i bolscevichi guidati da Lenin e i menscevichi guidati da Julius Martov.
- 17 dicembre
  - Stati Uniti: primo volo con mezzo a motore dei fratelli Wright sulla spiaggia di Kitty Hawk, nella Carolina del Nord, che riuscirono a far alzare da terra per 12 secondi il loro velivolo.
  - Francia: i fratelli Lumiere brevettano l'autocromia.

## Calendario
| Calendario 1903 | Calendario 1903 | Calendario 1903 | Calendario 1903 | Calendario 1903 | Calendario 1903 | Calendario 1903 | Calendario 1903 | Calendario 1903 | Calendario 1903 | Calendario 1903 | Calendario 1903 | Calendario 1903 | Calendario 1903 | Calendario 1903 | Calendario 1903 | Calendario 1903 | Calendario 1903 | Calendario 1903 | Calendario 1903 | Calendario 1903 | Calendario 1903 | Calendario 1903 | Calendario 1903 | Calendario 1903 | Calendario 1903 | Calendario 1903 | Calendario 1903 | Calendario 1903 | Calendario 1903 | Calendario 1903 | Calendario 1903 | Calendario 1903 |
| --------------- | --------------- | --------------- | --------------- | --------------- | --------------- | --------------- | --------------- | --------------- | --------------- | --------------- | --------------- | --------------- | --------------- | --------------- | --------------- | --------------- | --------------- | --------------- | --------------- | --------------- | --------------- | --------------- | --------------- | --------------- | --------------- | --------------- | --------------- | --------------- | --------------- | --------------- | --------------- | --------------- |
|                 | 1               | 2               | 3               | 4               | 5               | 6               | 7               | 8               | 9               | 10              | 11              | 12              | 13              | 14              | 15              | 16              | 17              | 18              | 19              | 20              | 21              | 22              | 23              | 24              | 25              | 26              | 27              | 28              | 29              | 30              | 31              |                 |
| Gennaio         | Gi              | Ve              | Sa              | Do              | Lu              | Ma              | Me              | Gi              | Ve              | Sa              | Do              | Lu              | Ma              | Me              | Gi              | Ve              | Sa              | Do              | Lu              | Ma              | Me              | Gi              | Ve              | Sa              | Do              | Lu              | Ma              | Me              | Gi              | Ve              | Sa              |                 |
| Febbraio        | Do              | Lu              | Ma              | Me              | Gi              | Ve              | Sa              | Do              | Lu              | Ma              | Me              | Gi              | Ve              | Sa              | Do              | Lu              | Ma              | Me              | Gi              | Ve              | Sa              | Do              | Lu              | Ma              | Me              | Gi              | Ve              | Sa              |                 |                 |                 |                 |
| Marzo           | Do              | Lu              | Ma              | Me              | Gi              | Ve              | Sa              | Do              | Lu              | Ma              | Me              | Gi              | Ve              | Sa              | Do              | Lu              | Ma              | Me              | Gi              | Ve              | Sa              | Do              | Lu              | Ma              | Me              | Gi              | Ve              | Sa              | Do              | Lu              | Ma              |                 |
| Aprile          | Me              | Gi              | Ve              | Sa              | Do              | Lu              | Ma              | Me              | Gi              | Ve              | Sa              | Do              | Lu              | Ma              | Me              | Gi              | Ve              | Sa              | Do              | Lu              | Ma              | Me              | Gi              | Ve              | Sa              | Do              | Lu              | Ma              | Me              | Gi              |                 |                 |
| Maggio          | Ve              | Sa              | Do              | Lu              | Ma              | Me              | Gi              | Ve              | Sa              | Do              | Lu              | Ma              | Me              | Gi              | Ve              | Sa              | Do              | Lu              | Ma              | Me              | Gi              | Ve              | Sa              | Do              | Lu              | Ma              | Me              | Gi              | Ve              | Sa              | Do              |                 |
| Giugno          | Lu              | Ma              | Me              | Gi              | Ve              | Sa              | Do              | Lu              | Ma              | Me              | Gi              | Ve              | Sa              | Do              | Lu              | Ma              | Me              | Gi              | Ve              | Sa              | Do              | Lu              | Ma              | Me              | Gi              | Ve              | Sa              | Do              | Lu              | Ma              |                 |                 |
| Luglio          | Me              | Gi              | Ve              | Sa              | Do              | Lu              | Ma              | Me              | Gi              | Ve              | Sa              | Do              | Lu              | Ma              | Me              | Gi              | Ve              | Sa              | Do              | Lu              | Ma              | Me              | Gi              | Ve              | Sa              | Do              | Lu              | Ma              | Me              | Gi              | Ve              |                 |
| Agosto          | Sa              | Do              | Lu              | Ma              | Me              | Gi              | Ve              | Sa              | Do              | Lu              | Ma              | Me              | Gi              | Ve              | Sa              | Do              | Lu              | Ma              | Me              | Gi              | Ve              | Sa              | Do              | Lu              | Ma              | Me              | Gi              | Ve              | Sa              | Do              | Lu              |                 |
| Settembre       | Ma              | Me              | Gi              | Ve              | Sa              | Do              | Lu              | Ma              | Me              | Gi              | Ve              | Sa              | Do              | Lu              | Ma              | Me              | Gi              | Ve              | Sa              | Do              | Lu              | Ma              | Me              | Gi              | Ve              | Sa              | Do              | Lu              | Ma              | Me              |                 |                 |
| Ottobre         | Gi              | Ve              | Sa              | Do              | Lu              | Ma              | Me              | Gi              | Ve              | Sa              | Do              | Lu              | Ma              | Me              | Gi              | Ve              | Sa              | Do              | Lu              | Ma              | Me              | Gi              | Ve              | Sa              | Do              | Lu              | Ma              | Me              | Gi              | Ve              | Sa              |                 |
| Novembre        | Do              | Lu              | Ma              | Me              | Gi              | Ve              | Sa              | Do              | Lu              | Ma              | Me              | Gi              | Ve              | Sa              | Do              | Lu              | Ma              | Me              | Gi              | Ve              | Sa              | Do              | Lu              | Ma              | Me              | Gi              | Ve              | Sa              | Do              | Lu              |                 |                 |
| Dicembre        | Ma              | Me              | Gi              | Ve              | Sa              | Do              | Lu              | Ma              | Me              | Gi              | Ve              | Sa              | Do              | Lu              | Ma              | Me              | Gi              | Ve              | Sa              | Do              | Lu              | Ma              | Me              | Gi              | Ve              | Sa              | Do              | Lu              | Ma              | Me              | Gi              |                 |

## Premi Nobel
In quest'anno sono stati conferiti i seguenti Premi Nobel:
- per la Pace: William Randal Cremer
- per la Letteratura: Bjornstjerne Martinus Bjornson
- per la Medicina: Niels Ryberg Finsen
- per la Fisica: Antoine Henri Becquerel, Marie Curie, Pierre Curie
- per la Chimica: Svante August Arrhenius